# Litosembia oligembioides
Litosembia oligembioides är en insektsart som beskrevs av Ross 2001. Litosembia oligembioides ingår i släktet Litosembia och familjen Archembiidae. Inga underarter finns listade i Catalogue of Life.